# ایوکووا
ایوکووا (به لهستانی:  Iwkowa) یک روستا در لهستان است که در گمینا ایوکووا واقع شده‌است. ایوکووا ۲٬۶۹۹ نفر جمعیت دارد.